# Motmot de Mèxic
El motmot mexicà (Momotus mexicanus) és una espècie d'ocell de la família dels momòtids (Momotidae) que habita l'àrea septentrional de la regió neotropical.

## Morfologia
- Fa 30 - 33 cm de llargària.
- Sense dimorfisme sexual.
- De color general verd oliva per sobre i verd blau pàl·lid per sota.
- Corona, clatell i part superior del dors de color rogenc. Galtes amb un patró en negre i blau.
- Al pit un petit plomall negre.
- Cola de raqueta típica dels motmots.

## Hàbitat i distribució
Selva i boscos poc densos i matoll semiàrid a les terres baixes del vessant occidental de Mèxic, des del sud de Sonora i de Chihuahua, cap al sud, fins a Chiapas i Guatemala.